# Masivul calcaros

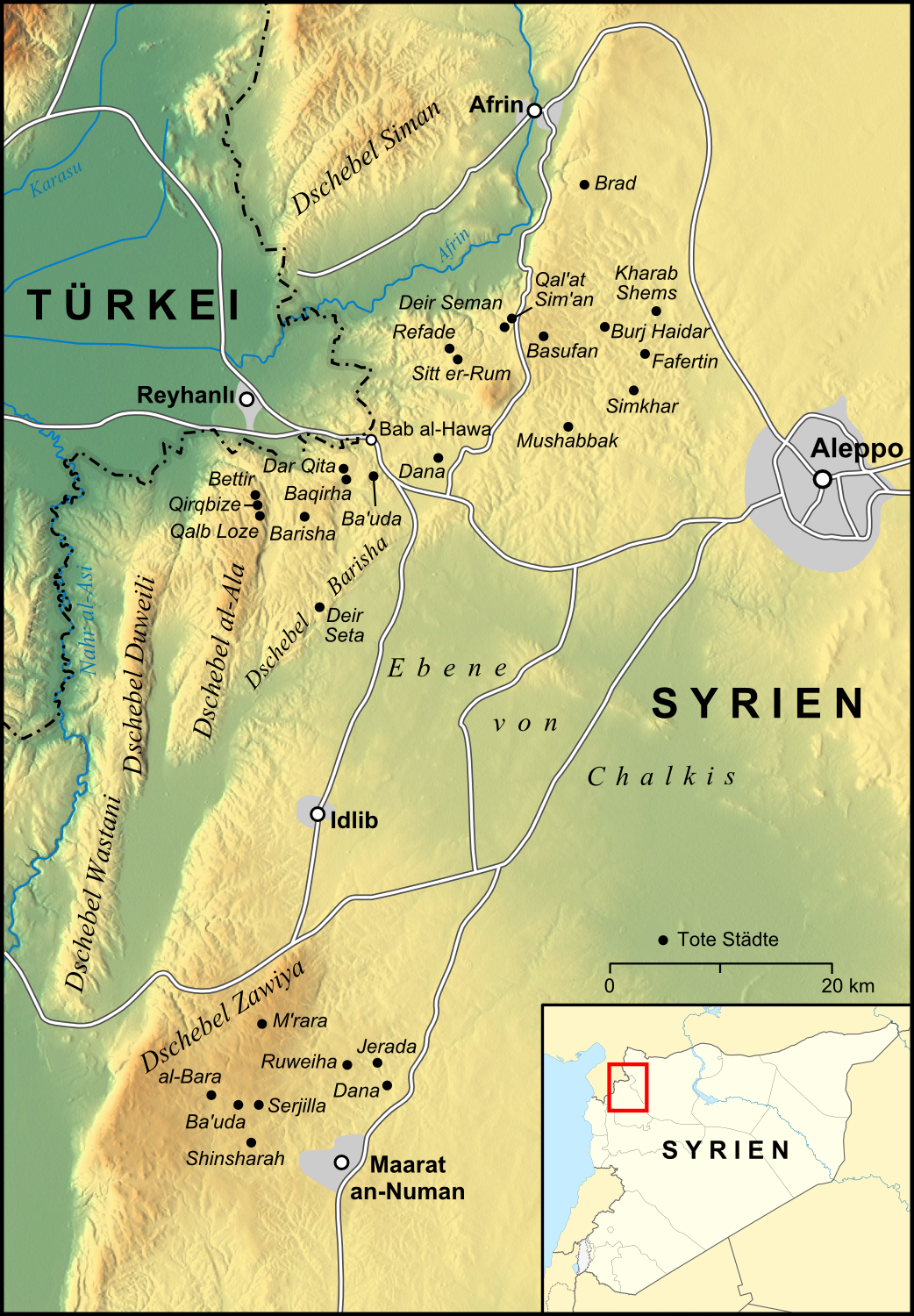
Masivul calcaros

Masivul calcaros (din franceză Le Massif Calcaire) sau Masivul Belus sunt zonele muntoase din partea de vest a platoului Alep din nord-vestul Siriei. Masivul este renumit pentru faptul că are orașele moarte din Siria.
Masivul cuprinde trei grupe de zone muntoase; primul este grupul nordic al Muntelui Simeon și  Muntele Kurd. Al doilea grup de mijloc este grupul de Munți Harim. Al treilea grup sudic este grupul de Muntele Zawiya.